# Frankfurt Historisches Museum

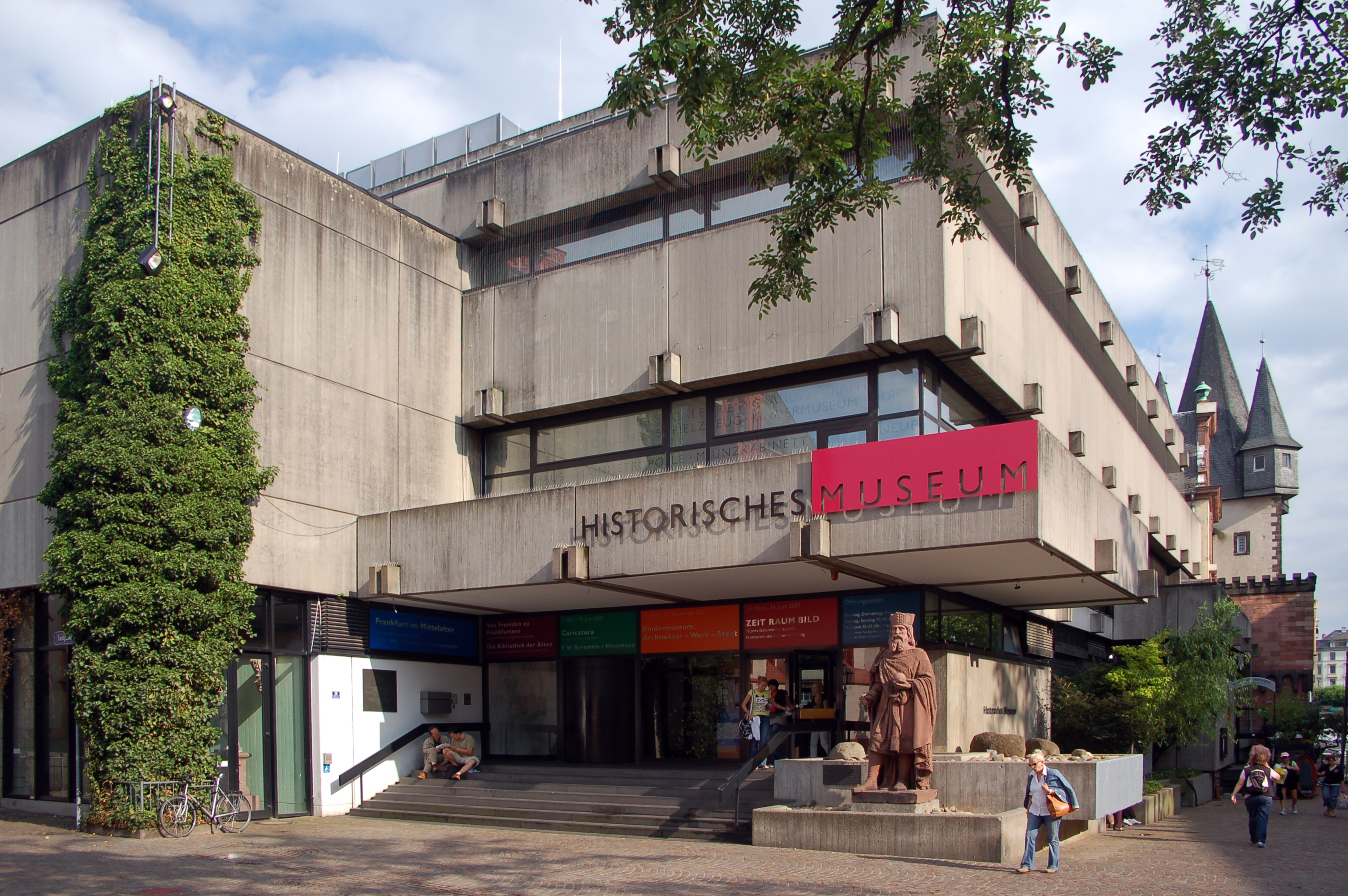
L'ingresso sulla piazza Francoforte, Römerberg

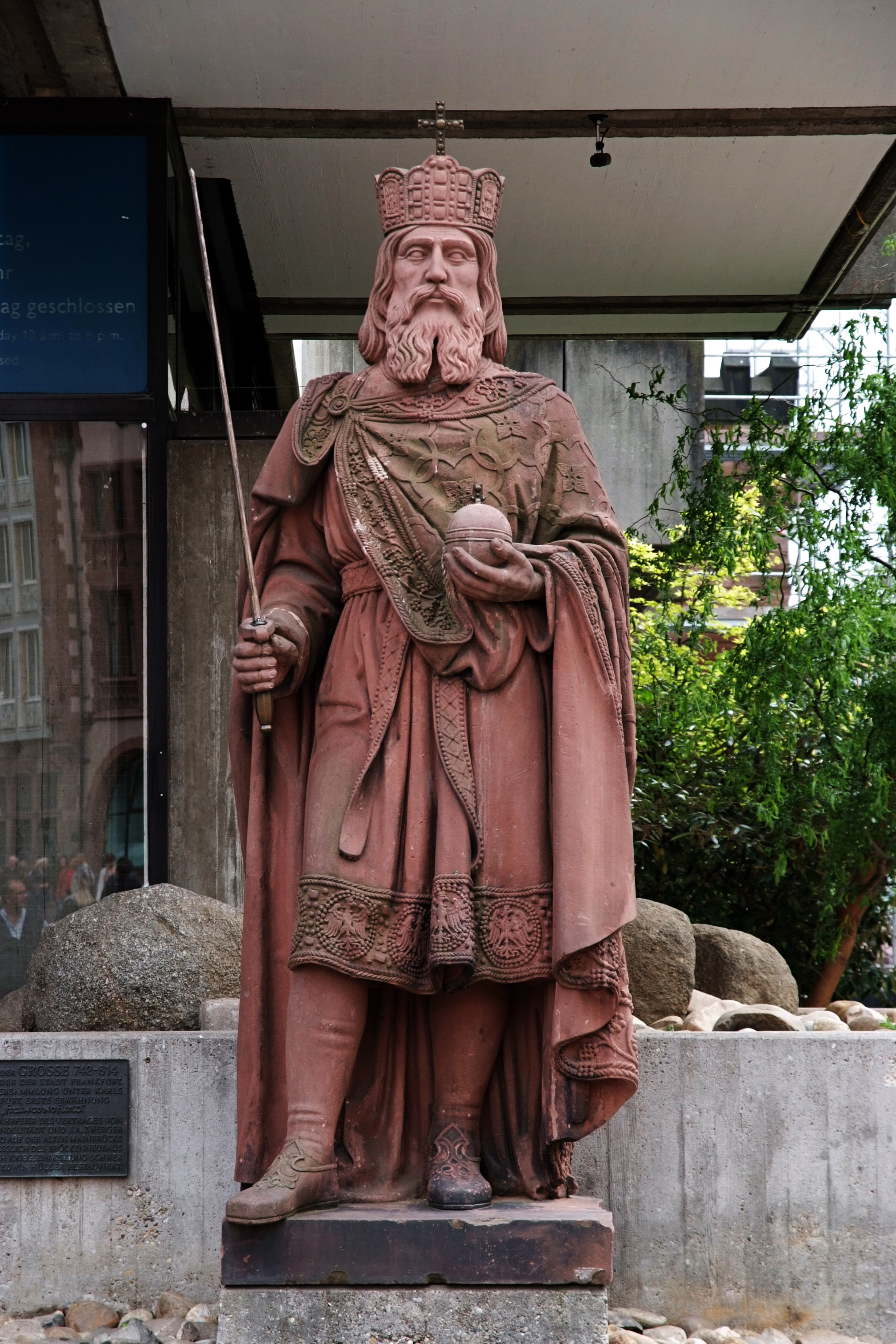
Statua di Carlo Magno all'esterno dell'Historisches Museum

Il Museo storico (in lingua tedesca Historisches Museum) di Francoforte venne fondato nel 1878 e contiene materiale culturale e storico legato alla città. Venne trasferito nel Saalhof nel 1955, mentre l'edificio venne ampliato nel 1972.

## Collezione
La collezione del museo è allestita in diverse mostre permanenti cronologicne: Francoforte medievale, il Medioevo, dal XVI al XVIII secolo, la Francoforte del XIX secolo e la sua storia di metropoli 1866-2001. Vengono anche allestite mostre speciali.

## Importanti capolavori esposti

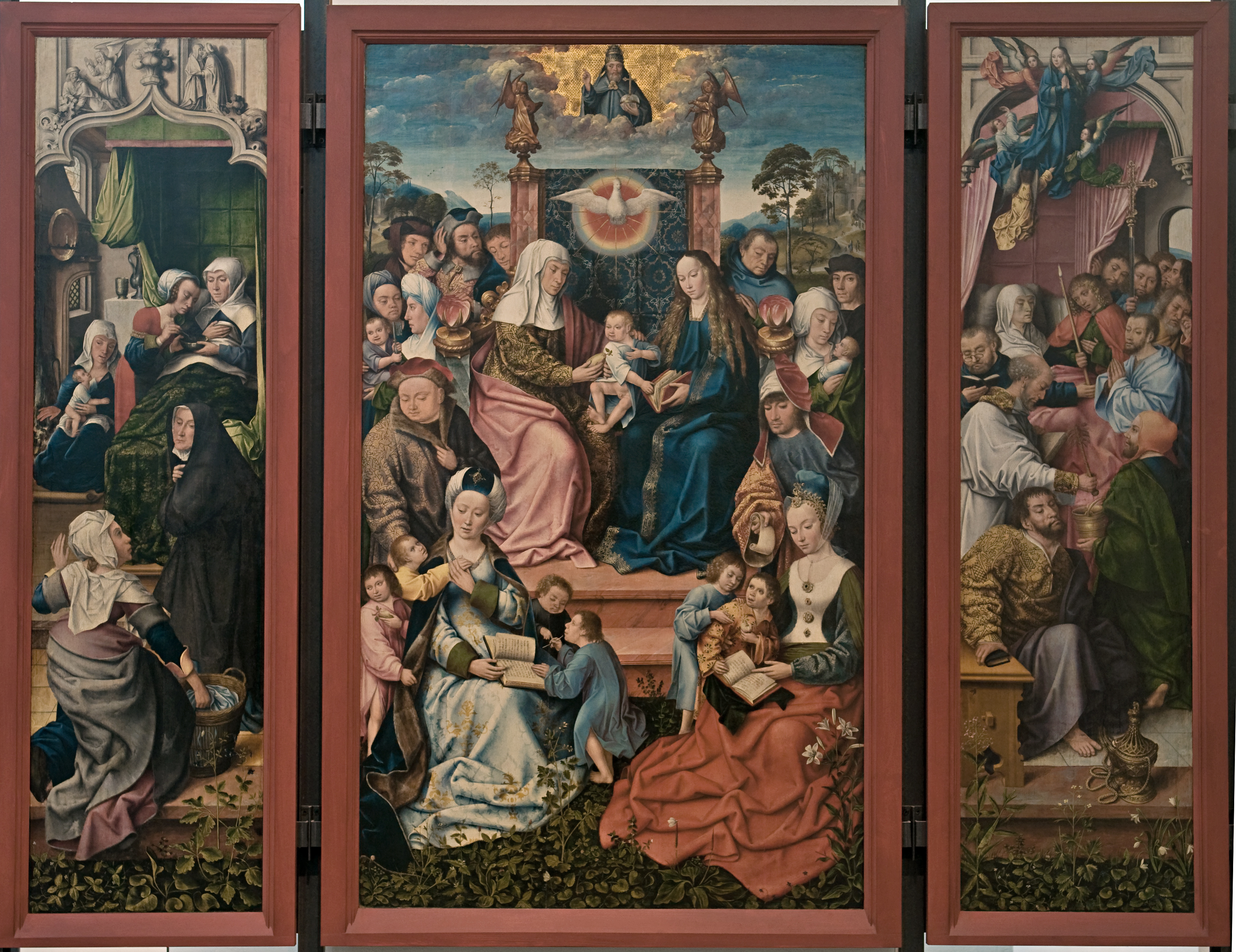
Altare di Sant'Anna tratto dalla Chiesa delle Carmelitane  di Francoforte, di artista ignoto del XV secolo
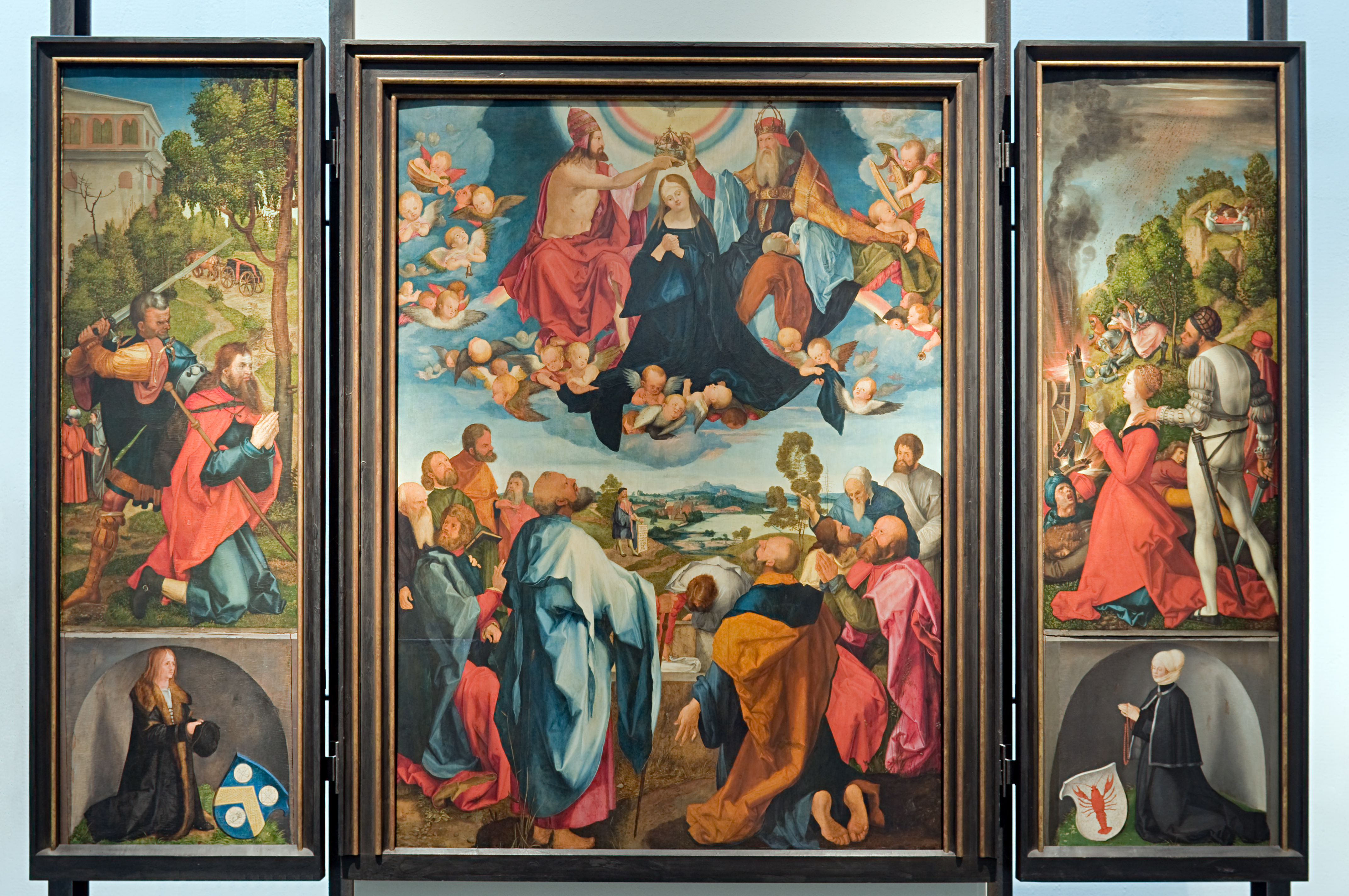
Albrecht Dürer, Heller Altarpice (1508) dal chiostro dei Domenicani di Francoforte
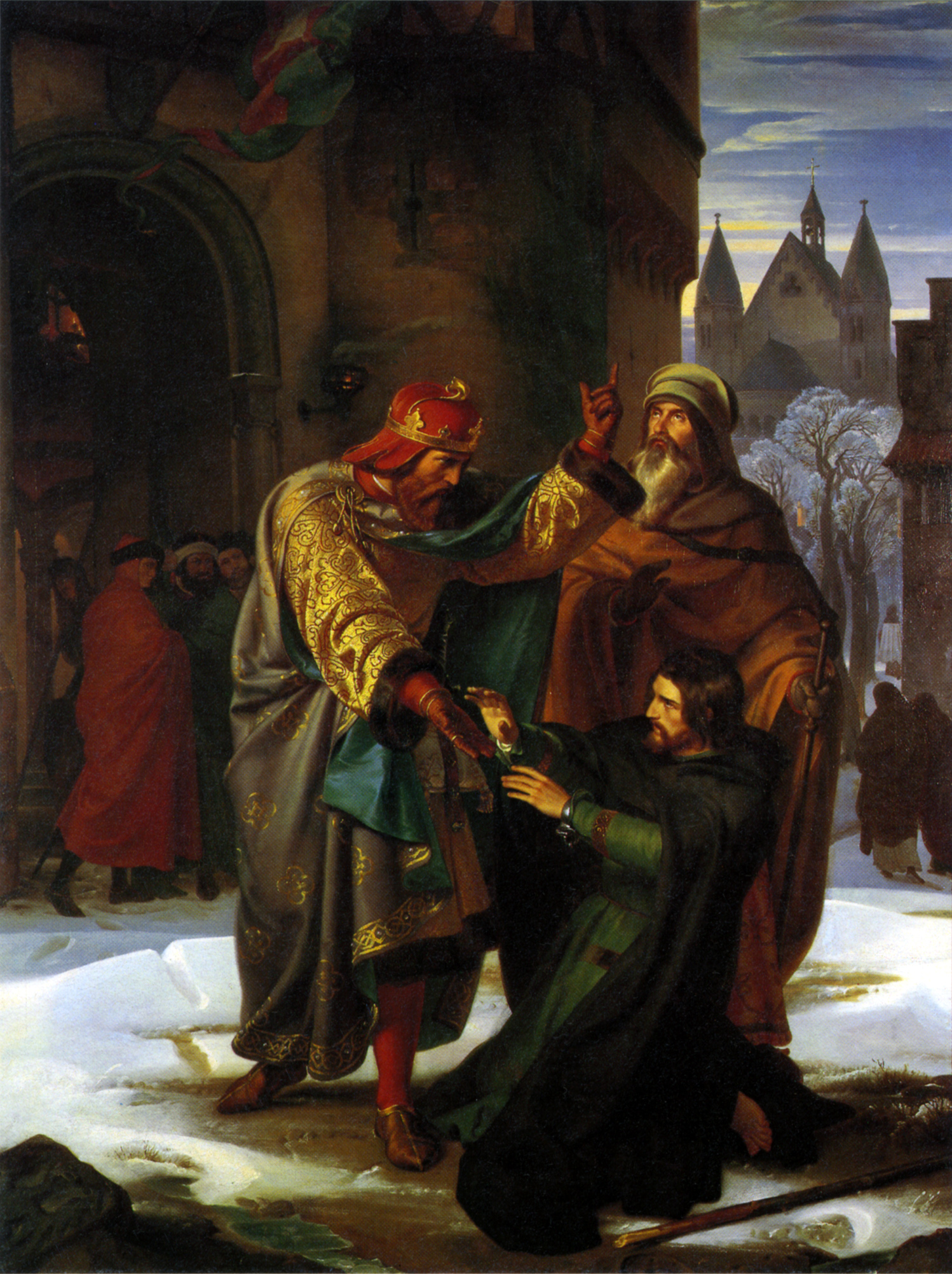
Riconciliazione di Ottone I con suo fratello Heinrich nel 941 a Francoforte (1840) di Alfred Rethel
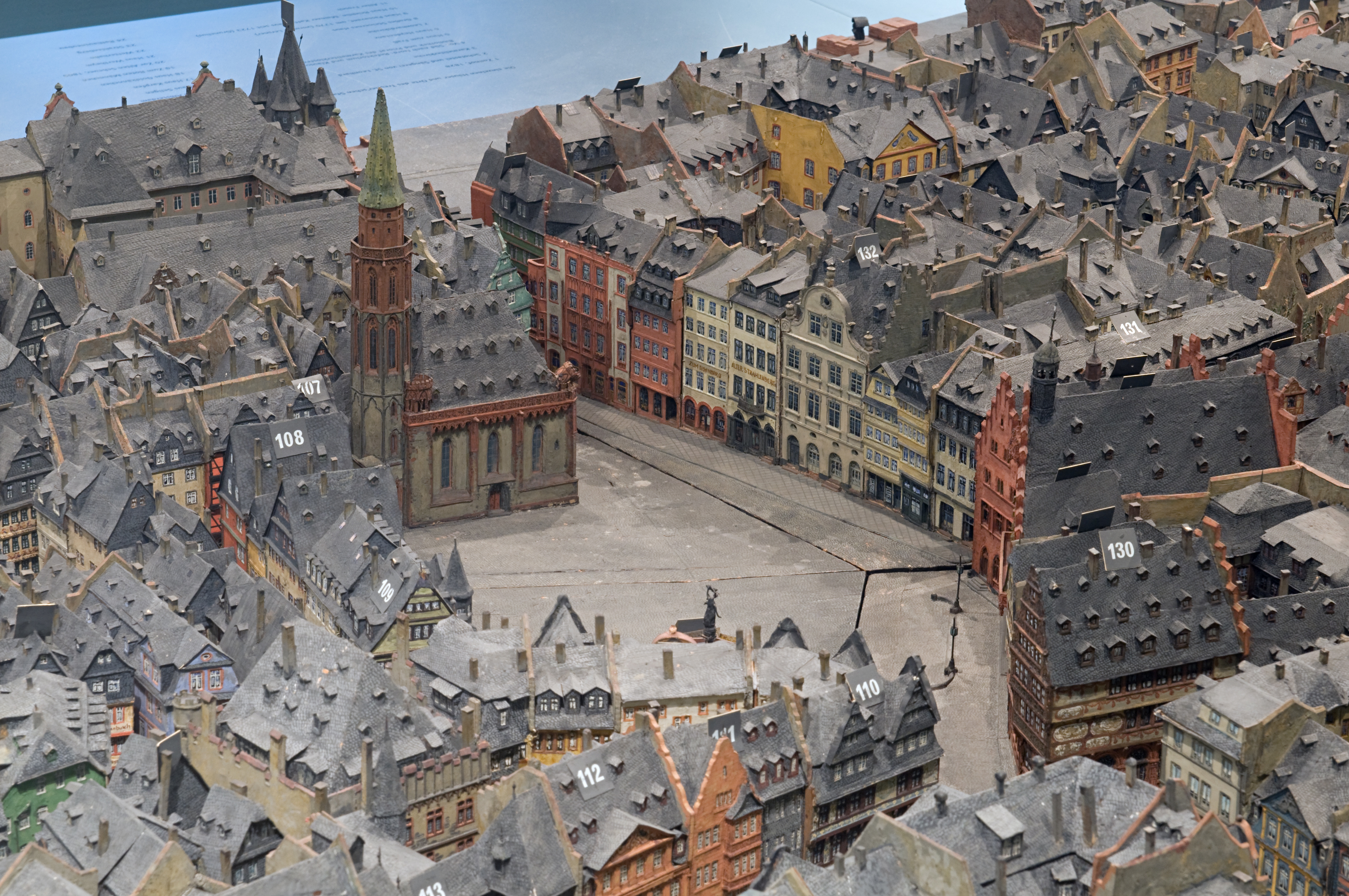
Un pezzo forte del museo è il modello della città vecchia (Altstadt) dei Fratelli Treuner, che mostra come appariva prima dei bombardamenti della seconda guerra mondiale.